# ورنونیا دجالوننسیس
ورنونیا دجالونه سیس (انگلیسی: Vernonia djalonensis) گونه ای از گیاهان در معرض خطر انقراض است از خانواده کاسنیان. بومی کشور آفریقای غربی گینه است.